# 팽 (성씨)
팽(彭)씨는 중국과 한국의 성씨이다.
용강팽씨와 절강팽씨가 있다.

## 연원
팽(彭)씨는 초나라, 몽골족 성씨로 본래 전(篯), 운(妘), 휘특(輝特)씨였다. 초나라의 팽(彭)씨는 소수민족 백(白), 묘(苗), 회(回), 요(瑶)족 등이 사용하는 성씨라고 하며 드물게 몽골족(蒙古族) 팽씨가 남아있다. 팽(彭)씨는 중국 《백가성》(百家姓) 제47의 성씨이다.

## 한국
팽(彭)는 2000년 대한민국 통계청 인구 조사에서 2,825명으로 조사되어, 한국 성씨 인구 순위 148위이다. 본관은 용강과 절강 등 8본이 있다. 이중 원조에서 휘특(輝特)씨에서 팽(彭)씨로 바뀌었다고 한다.
《고려사》에 기록된 역사 인물로 고려 인종 18년(1140년) 문과에 급제한 팽희밀(彭希密), 고려 의종 때 시를 남긴 한남(漢南) 관기(管記) 팽조적(彭祖逖) 등이 있다.
- 용강 팽씨(龍岡彭氏)의 시조 팽적(彭逖)은 중국 금릉(金陵) 출신으로 고려 공민왕의 왕비 노국대장공주을 배종하여 들어와 용강백(龍岡伯)에 봉해졌다고 한다. 용강은 현재의 평안남도 룡강군이다. 인구의 대부분이 북한에 밀집해 있다. 남한의 2000년 인구는 795명이며, 종손으로는 팽현국이 있다.
- 절강 팽씨(浙江彭氏)의 시조 팽우덕(彭友德)은 중국 절강성(浙江省) 항주부(杭州府) 오강현(吳江縣) 출신으로 명나라 중군부총병(中軍副總兵) 도독첨사(都督僉使)가 되어 1597년(조선 선조 30년) 정유재란 때 명나라 원군으로 아들 팽신고(彭信古)와 함께 조선에 들어와 왜군을 무찌르는 공을 세우고 귀국하였다. 후에 명나라가 망하고 팽우덕의 손자 팽부산(彭釜山)이 조선에 망명하여 오자, 헌종은 조부인 팽우덕(彭友德) 장군의 전공에 보답하는 뜻으로 귀화한 그들에게 진해 소재의 토지를 하사하였다. 2000년 인구는 1,578명이다.

## 인물
- 팽우덕 : 명나라 중군부총병(中軍副總兵) 도독첨사(都督僉使)
- 팽정광 : 한국철도공사(코레일) 부사장
- 팽현숙 : 코미디언, 코미디언 최양락의 부인, 본명은 팽수희
- 팽현국 : 경제인
- 펑리위안 : 군인, 시진핑의 부인
- 팽재윤 : 기술인
- 팽동호 : 유튜버 '박씨집안'의 편집자
- 팽정문 : 영화 촬영감독